# Coupe du monde de patinage de vitesse
La coupe du monde de patinage de vitesse est une compétition annuelle de patinage de vitesse, organisée par l'Union internationale de patinage depuis l'hiver 1985-1986. Chaque année, différentes épreuves incorporant les diverses distances déterminent le classement général où chaque compétiteur marque des points. Peu populaire au départ aussi bien du point de vue des spectateurs et des patineurs, l'épreuve est aujourd'hui de plus en plus suivie et disputée.
Le nombre de courses chaque année varie mais se situe entre 5 et 10 épreuves. Huit trophées de coupe du monde sont remis chaque année, quatre pour les hommes (sur les distance de 500 mètres, 1000 mètres, 1500 mètres et le combiné 5000/10 000 mètres) et quatre pour les femmes (sur les distances de 500 mètres, 1000 mètres, 1500 mètres et le combiné 3000/5000 mètres).

## Palmarès

### Hommes
| Saison    | 100 m                       | 500 m                  | 1000 m                        | 1500 m               | 5000 / 10000 m   | Poursuite par équipes | Sprint par équipes   | Mass start |
| --------- | --------------------------- | ---------------------- | ----------------------------- | -------------------- | ---------------- | --------------------- | -------------------- | ---------- |
| 1985–1986 |                             | Dan Jansen             | Dan Jansen                    | Michael Hadschieff   | Dave Silk        |                       |                      |            |
| 1986–1987 | Nick Thometz                | Nick Thometz           | Hans Magnusson                | Geir Karlstad        |                  |                       |                      |            |
| 1987–1988 | Dan Jansen                  | Uwe-Jens Mey           | André Hoffmann                | Tomas Gustafson      |                  |                       |                      |            |
| 1988–1989 | Uwe-Jens Mey                | Uwe-Jens Mey           | Eric Flaim Michael Hadschieff | Gerard Kemkers       |                  |                       |                      |            |
| 1989–1990 | Uwe-Jens Mey                | Uwe-Jens Mey (3)       | Johann Olav Koss              | Bart Veldkamp        |                  |                       |                      |            |
| 1990–1991 | Uwe-Jens Mey (3)            | Igor Zhelezovski       | Johann Olav Koss (2)          | Johann Olav Koss     |                  |                       |                      |            |
| 1991–1992 | Dan Jansen                  | Igor Zhelezovski       | Falko Zandstra                | Geir Karlstad (2)    |                  |                       |                      |            |
| 1992–1993 | Dan Jansen                  | Igor Zhelezovski (3)   | Rintje Ritsma                 | Bart Veldkamp (2)    |                  |                       |                      |            |
| 1993–1994 | Dan Jansen (5)              | Dan Jansen (2)         | Falko Zandstra (2)            | Johann Olav Koss (2) |                  |                       |                      |            |
| 1994–1995 | Hiroyasu Shimizu            | Yukinori Miyabe        | Neal Marshall                 | Rintje Ritsma        |                  |                       |                      |            |
| 1995–1996 | Manabu Horii                | Ådne Søndrål           | Hiroyuki Noake                | Rintje Ritsma        |                  |                       |                      |            |
| 1996–1997 | Hiroyasu Shimizu            | Manabu Horii           | Rintje Ritsma (2)             | Rintje Ritsma (3)    |                  |                       |                      |            |
| 1997–1998 | Jeremy Wotherspoon          | Jeremy Wotherspoon     | Ids Postma                    | Gianni Romme         |                  |                       |                      |            |
| 1998–1999 | Jeremy Wotherspoon          | Jeremy Wotherspoon     | Ådne Søndrål                  | Bart Veldkamp        |                  |                       |                      |            |
| 1999–2000 | Jeremy Wotherspoon          | Jeremy Wotherspoon     | Ådne Søndrål                  | Gianni Romme         |                  |                       |                      |            |
| 2000–2001 | Hiroyasu Shimizu (3)        | Jeremy Wotherspoon     | Aleksandr Kibalko             | Gianni Romme         |                  |                       |                      |            |
| 2001–2002 | Jeremy Wotherspoon          | Jeremy Wotherspoon (5) | Ådne Søndrål (3)              | Gianni Romme (4)     |                  |                       |                      |            |
| 2002–2003 | Jeremy Wotherspoon          | Erben Wennemars        | Yevgeny Lalenkov              | Carl Verheijen       |                  |                       |                      |            |
| 2003–2004 | Yu Fengtong                 | Jeremy Wotherspoon     | Erben Wennemars               | Mark Tuitert         | Bob de Jong      |                       |                      |            |
| 2004–2005 | Yu Fengtong (2)             | Jeremy Wotherspoon     | Erben Wennemars               | Mark Tuitert (2)     | Øystein Grødum   | Italie                |                      |            |
| 2005–2006 | Yuya Oikawa                 | Lee Kang-seok          | Shani Davis                   | Chad Hedrick         | Chad Hedrick     | Canada                |                      |            |
| 2006–2007 | Yuya Oikawa                 | Tucker Fredricks       | Erben Wennemars (4)           | Erben Wennemars      | Sven Kramer      | Pays-Bas              |                      |            |
| 2007–2008 | Lee Kang-seok               | Jeremy Wotherspoon (8) | Shani Davis                   | Shani Davis          | Håvard Bøkko     | Pays-Bas              |                      |            |
| 2008–2009 | Yuya Oikawa (3)             | Yu Fengtong            | Shani Davis                   | Shani Davis          | Sven Kramer      | Canada (2)            |                      |            |
| 2009–2010 |                             | Tucker Fredricks (2)   | Shani Davis                   | Shani Davis          | Håvard Bøkko (2) | Norvège               |                      |            |
| 2010–2011 | Lee Kang-seok (2)           | Stefan Groothuis       | Shani Davis (4)               | Bob de Jong          | Norvège          |                       |                      |            |
| 2011–2012 | Mo Tae-bum                  | Shani Davis            | Håvard Bøkko                  | Bob de Jong (3)      | Pays-Bas         | Alexis Contin         |                      |            |
| 2012–2013 | Jan Smeekens                | Kjeld Nuis             | Zbigniew Bródka               | Jorrit Bergsma       | Pays-Bas         | Arjan Stroetinga      |                      |            |
| 2013–2014 | Ronald Mulder               | Shani Davis (6)        | Koen Verweij                  | Jorrit Bergsma       | Pays-Bas         | Bob de Vries          |                      |            |
| 2014–2015 | Pavel Kulizhnikov           | Pavel Kulizhnikov      | Denny Morrison                | Jorrit Bergsma       | Corée du Sud     | Lee Seung-hoon        |                      |            |
| 2015–2016 | Pavel Kulizhnikov           | Kjeld Nuis             | Denis Yuskov                  | Sven Kramer (3)      | Pays-Bas         | Pays-Bas              | Arjan Stroetinga (2) |            |
| 2016–2017 | Dai Dai Ntab                | Kjeld Nuis             | Kjeld Nuis                    | Jorrit Bergsma (4)   | Pays-Bas (7)     | Canada                | Lee Seung-hoon (2)   |            |
| 2017–2018 | Håvard Holmefjord Lorentzen | Kjeld Nuis             | Denis Yuskov                  | Ted-Jan Bloemen      | Norvège          | Norvège               | Bart Swings          |            |
| 2018–2019 | Pavel Kulizhnikov (3)       | Kjeld Nuis (5)         | Denis Yuskov (3)              | Aleksandr Rumyantsev | Norvège          | Pays-Bas (2)          | Um Cheon-ho          |            |
| 2019–2020 | Tatsuya Shinhama            | Thomas Krol            | Kjeld Nuis (2)                | Patrick Roest        | Russie           | Pays-Bas (3)          | Bart Swings (2)      |            |
| 2020–2021 | Dai Dai Ntab (2)            | Kai Verbij             | Thomas Krol                   | Patrick Roest (2)    | Norvège (5)      |                       | Bart Swings (3)      |            |
| 2021-2022 | Laurent Dubreuil            | Thomas Krol            | Joey Mantia                   | Nils Van Der Poel    | États-Unis       | Bart Swings           |                      |            |
| 2022-2023 | Laurent Dubreuil            | Hein Otterspeer        | Kjeld Nuis                    | Beau Snellink        | États-Unis       | Bart Swings           |                      |            |
| 2023-2024 |                             | Wataru Morishige       | Zhongyan Ning                 | Zhongyan Ning        | Davide Ghiotto   | États-Unis            | Andrea Giovanni      |            |
| 2024-2025 |                             | Jordan Stolz           | Jordan Stolz                  | Jordan Stolz         | Sander Eitrem    | États-Unis            | Andrea Giovanni      |            |

Sources : SpeedSkatingStats.com; ISU Speed Skating Results

### Femmes
| Season    | 100 m                           | 500 m                         | 1000 m                       | 1500 m                       | 3000 / 5000 m         | Poursuite par équipes  | Sprint par équipes         | Mass start |
| --------- | ------------------------------- | ----------------------------- | ---------------------------- | ---------------------------- | --------------------- | ---------------------- | -------------------------- | ---------- |
| 1985–1986 |                                 | Christa Rothenburger          | Karin Kania                  | Annette Carlén-Karlsson      | Andrea Ehrig          |                        |                            |            |
| 1986–1987 | Bonnie Blair                    | Bonnie Blair                  | Yvonne van Gennip            | Yvonne van Gennip            |                       |                        |                            |            |
| 1987–1988 | Christa Rothenburger            | Christa Rothenburger          | Bonnie Blair                 | Gabi Zange-Schönbrunn        |                       |                        |                            |            |
| 1988–1989 | Christa Luding-Rothenburger (3) | Angela Hauck-Stahnke          | Constanze Moser-Scandolo     | Heike Schalling              |                       |                        |                            |            |
| 1989–1990 | Bonnie Blair Angela Stahnke     | Seiko Hashimoto               | Jacqueline Börner            | Gunda Kleemann               |                       |                        |                            |            |
| 1990–1991 | Kyoko Shimazaki                 | Monique Garbrecht             | Gunda Kleemann               | Heike Warnicke-Schalling     |                       |                        |                            |            |
| 1991–1992 | Bonnie Blair                    | Bonnie Blair                  | Gunda Niemann                | Gunda Niemann                |                       |                        |                            |            |
| 1992–1993 | Ye Qiaobo                       | Bonnie Blair                  | Gunda Niemann                | Gunda Niemann                |                       |                        |                            |            |
| 1993–1994 | Bonnie Blair                    | Bonnie Blair                  | Emese Hunyady                | Gunda Niemann                |                       |                        |                            |            |
| 1994–1995 | Bonnie Blair (5)                | Bonnie Blair (5)              | Gunda Niemann                | Gunda Niemann                |                       |                        |                            |            |
| 1995–1996 | Svetlana Zhurova                | Chris Witty                   | Gunda Niemann                | Gunda Niemann                |                       |                        |                            |            |
| 1996–1997 | Xue Ruihong                     | Franziska Schenk              | Gunda Niemann                | Tonny de Jong                |                       |                        |                            |            |
| 1997–1998 | Catriona Le May Doan            | Monique Garbrecht             | Gunda Niemann-Stirnemann     | Gunda Niemann-Stirnemann     |                       |                        |                            |            |
| 1998–1999 | Catriona Le May Doan            | Monique Garbrecht             | Gunda Niemann-Stirnemann     | Gunda Niemann-Stirnemann     |                       |                        |                            |            |
| 1999–2000 | Monique Garbrecht               | Monique Garbrecht             | Gunda Niemann-Stirnemann (9) | Gunda Niemann-Stirnemann     |                       |                        |                            |            |
| 2000–2001 | Catriona Le May Doan            | Monique Garbrecht-Enfeldt     | Anni Friesinger              | Gunda Niemann-Stirnemann (9) |                       |                        |                            |            |
| 2001–2002 | Catriona Le May Doan (4)        | Sabine Völker                 | Anni Friesinger              | Anni Friesinger              |                       |                        |                            |            |
| 2002–2003 | Monique Garbrecht-Enfeldt (2)   | Monique Garbrecht-Enfeldt (5) | Cindy Klassen                | Claudia Pechstein            |                       |                        |                            |            |
| 2003–2004 | Shihomi Shinya                  | Wang Manli                    | Jennifer Rodriguez           | Anni Friesinger (3)          | Claudia Pechstein     |                        |                            |            |
| 2004–2005 | Sayuri Osuga                    | Wang Manli (2)                | Chiara Simionato             | Cindy Klassen                | Claudia Pechstein (3) | Japon                  |                            |            |
| 2005–2006 | Jenny Wolf                      | Jenny Wolf                    | Anni Friesinger              | Cindy Klassen (3)            | Cindy Klassen (3)     | Allemagne              |                            |            |
| 2006–2007 | Jenny Wolf                      | Jenny Wolf                    | Chiara Simionato (2)         | Ireen Wüst                   | Martina Sáblíková     | Pays-Bas               |                            |            |
| 2007–2008 | Jenny Wolf                      | Jenny Wolf                    | Anni Friesinger (2)          | Kristina Groves              | Martina Sáblíková     | Canada                 |                            |            |
| 2008–2009 | Jenny Wolf (4)                  | Jenny Wolf                    | Christine Nesbitt            | Kristina Groves              | Martina Sáblíková     | Tchéquie               |                            |            |
| 2009–2010 |                                 | Jenny Wolf                    | Christine Nesbitt            | Kristina Groves (3)          | Martina Sáblíková     | Canada                 |                            |            |
| 2010–2011 | Jenny Wolf (6)                  | Heather Richardson            | Christine Nesbitt            | Martina Sáblíková            | Pays-Bas              |                        |                            |            |
| 2011–2012 | Yu Jing                         | Christine Nesbitt (3)         | Christine Nesbitt (2)        | Martina Sáblíková            | Canada (3)            | Mariska Huisman        |                            |            |
| 2012–2013 | Lee Sang-hwa                    | Heather Richardson            | Marrit Leenstra              | Martina Sáblíková            | Pays-Bas              | Kim Bo-reum            |                            |            |
| 2013–2014 | Olga Fatkulina                  | Heather Richardson            | Ireen Wüst                   | Martina Sáblíková            | Pays-Bas              | Francesca Lollobrigida |                            |            |
| 2014–2015 | Nao Kodaira                     | Brittany Bowe                 | Marrit Leenstra (2)          | Martina Sáblíková            | Pays-Bas (5)          | Ivanie Blondin         |                            |            |
| 2015–2016 | Heather Richardson              | Brittany Bowe                 | Brittany Bowe                | Martina Sáblíková            | Japon                 | Chine                  | Irene Schouten             |            |
| 2016–2017 | Nao Kodaira                     | Heather Bergsma (4)           | Heather Bergsma              | Martina Sáblíková            | Japon                 | Japon                  | Kim Bo-reum                |            |
| 2017–2018 | Vanessa Herzog                  | Yekaterina Shikhova           | Miho Takagi                  | Antoinette de Jong           | Japon                 | Russie                 | Francesca Lollobrigida (2) |            |
| 2018–2019 | Vanessa Herzog (2)              | Brittany Bowe                 | Brittany Bowe                | Martina Sáblíková            | Japon (5)             | Russia (2)             | Kim Bo-reum (3)            |            |
| 2019–2020 | Nao Kodaira (3)                 | Brittany Bowe                 | Ireen Wüst (3)               | Martina Sáblíková (13)       | Canada                | Pays-Bas               | Ivanie Blondin (2)         |            |
| 2020–2021 | Femke Kok                       | Brittany Bowe (5)             | Brittany Bowe (3)            | Irene Schouten               | Canada (5)            |                        | Irene Schouten (2)         |            |
| 2021-2022 | Erin Jackson                    | Brittany Bowe                 | Miho Takagi                  | Irene Schouten               | Canada                | Francesca Lollobrigida |                            |            |
| 2022-2023 | Min-Sun Kim                     | Miho Takagi                   | Miho Takagi                  | Ragne Wilklund               | Canada                | Ivanie Blondin         |                            |            |
| 2023-2024 |                                 | Erin Jackson                  | Miho Takagi                  | Miho Takagi                  | Ragne Wilklund        | Japon                  | Valerie Maltais            |            |
| 2024-2025 |                                 | Erin Jackson                  | Miho Takagi                  | Miho Takagi                  | Ragne Wilklund        | Pays-Bas               | Marijke Groenewoud         |            |

Source : SpeedSkatingStats.com ; ISU Speed Skating Results

### Néo-Séniors Hommes
| Season    | 500 m              | 1000 m                   | 1500 m           | 3000 m              | Poursuite par équipes | Mass start          |
| --------- | ------------------ | ------------------------ | ---------------- | ------------------- | --------------------- | ------------------- |
| 2017-2018 | Viktor Mushtakov   | Victor Lobas             | Victor Lobas     | Runar Njåtun Krøyer | Norvège               | Marcin Bachanek     |
| 2018-2019 | Odin By Farstad    | Odin By Farstad          | Egor Shkolin     | Egor Shkolin        | Allemagne             | Egor Shkolin        |
| 2019-2020 | Jeffrey Rosanelli  | Kristian Solland Reinton | Vetle Stangeland | Vetle Stangeland    | Biélorussie           | Vetle Stangeland    |
| 2020-2021 | COVID              | COVID                    | COVID            | COVID               | COVID                 | COVID               |
| 2021-2022 | Niklas Kurzmann    | Michael Roth             | Michael Roth     | John Granli         | Allemagne             | Mattia Peghini      |
| 2022-2023 | Nil Llop Izquierdo | Kasper Tveter            | Kasper Tveter    | Kasper Tveter       | Tchéquie              | Germain Deschamps   |
| 2023-2024 | Sanghun Oh         | Kyungrae Kim             | Kyungrae Kim     | Manuel Robla        | Espagne               | Sigurd Holbø Dyrset |
| 2024-2025 | Mattia Bernabè     | Balint Bodei             | Seung-Hyun Lee   | Manuel Ghiotto      | Italie                | Gabriel Gross       |

Source : ISU Speed Skating Results

### Néo-Séniors Femmes
| Season    | 500 m              | 1000 m            | 1500 m              | 3000 m                 | Poursuite par équipes | Mass start       |
| --------- | ------------------ | ----------------- | ------------------- | ---------------------- | --------------------- | ---------------- |
| 2017-2018 | Kaja Ziomek        | Veronika Suslova  | Veronika Suslova    | Anastasiia Zueva       | Russie                | Veronika Suslova |
| 2018-2019 | Irina Kuznetsova   | Irina Kuznetsova  | Veronika Suslova    | Adake Ahena Er         | Chine                 | Veronika Suslova |
| 2019-2020 | Mihaela Hogas      | Lea Sophie Scholz | Josie Hofmann       | Josie Hofmann          | Allemagne             | Adake Ahena Er   |
| 2020-2021 | COVID              | COVID             | COVID               | COVID                  | COVID                 | COVID            |
| 2021-2022 | Irina Kuznetsova   | Irina Kuznetsova  | Ekaterina Kosheleva | Laura Peveri           | Allemagne             | Laura Peveri     |
| 2022-2023 | Sophie Warmuth     | Josephine Heimerl | Veronika Antošová   | Marte Bjerkreim Furnee | Allemagne             | Ainoa Carreño    |
| 2023-2024 | Margarita Galiyeva | Sara Cabrera      | Laura Peveri        | Laura Peveri           | Kazakhstan            | Laura Peveri     |
| 2024-2025 | Hanna Biro         | Maybritt Vigl     | Ina Nakken          | Julia Bachl            | Norvège               | Ashley Wölker    |

Source : ISU Speed Skating Results

## Tableau des médailles
| Rang  | Nation             | Or | Argent | Bronze | Total |
| ----- | ------------------ | -- | ------ | ------ | ----- |
| 1     | Pays-Bas           | 64 | 76     | 88     | 228   |
| 2     | Allemagne          | 50 | 45     | 35     | 130   |
| 3     | États-Unis         | 45 | 35     | 39     | 123   |
| 4     | Canada             | 38 | 28     | 23     | 89    |
| 5     | Allemagne de l'Est | 20 | 10     | 12     | 42    |
| 6     | Japon              | 16 | 25     | 33     | 74    |
| 7     | Norvège            | 16 | 18     | 13     | 47    |
| 8     | Tchéquie           | 11 | 2      | 4      | 17    |
| 9     | Russie             | 9  | 18     | 18     | 45    |
| 10    | Corée du Sud       | 9  | 13     | 9      | 31    |
| Total |                    |    |        |        |       |

## Catégories
Le format est comparable à la série de patinage de vitesse de la Coupe du monde de l'ISU, mais la participation est ouverte aux patineurs juniors A, B et C sur la base de la réalisation des temps de qualification applicables.
En 2016, une Coupe du monde néo-senior a été ajoutée à la série Coupe du monde junior.
La première édition de la Coupe du monde junior de patinage de vitesse a eu lieu en 2008/2009 avec des compétitions sur cinq distances pour les hommes et les femmes. Bien que les 500 m, 1 000 m, 1 500 m et la poursuite par équipe aient été disputés par les deux sexes, les femmes avaient une course de 3 000 m, tandis que les hommes avaient une distance combinée de 3 000 m et 5 000 m.
Au cours de la saison 2011/2012, le départ groupé (12 tours pour les hommes, 8 tours pour les femmes) a été ajouté et en 2013/2014, l'épreuve de sprint par équipe (3 tours) a eu lieu pour la première fois. Les résultats des épreuves de sprint par équipe et de poursuite par équipe sont combinés dans le classement final. Depuis la saison 2014/2015, le départ groupé se déroule sur 10 tours pour les hommes et les femmes.